# Waneta
Waneta est un prénom féminin.

## Sens et origine du prénom
- Prénom masculin ou féminin d'origine nord-amérindienne [1].
- Prénom qui signifie "destrier", c'est-à-dire cheval de bataille.

## Prénom de personnes célèbres et fréquence
- Nom donné au lac de Waneta (Finger Lakes) dans la région de New-York aux États-Unis.
- Prénom un peu utilisé dans les années 1920, et aujourd'hui relativement peu usité aux États-Unis[2].
- Prénom peu ou pas usité dans le reste du monde.
- Prénom qui semble-t-il n'a jamais été donné en France[3].